# Parafia Matki Bożej Częstochowskiej w Zielonce
Parafia pw. Matki Bożej Częstochowskiej w Zielonce – parafia rzymskokatolicka należąca do dekanatu zielonkowskiego, diecezji warszawsko-praskiej, metropolii warszawskiej. 

## Historia
Parafia została erygowana 6 listopada 1939. 
Kościół parafialny pw. Matki Bożej Częstochowskiej został zbudowany w latach 1936–1975. Mieści się przy ulicy Jagiellońskiej 10.
Parafia administruje też cmentarzem w Zielonce.

## Proboszczowie parafii
Źródło: 
- ks. Bolesław Jagiełłowicz (1939–1947)
- ks. Zygmunt Abramski (1947–1975)
- ks. Kazimierz Kalinowski (1975–1986)
- ks. Mieczysław Stefaniuk (1986–2015)
- ks. Kazimierz Seta (od 2015)